# 哈夫洛克鎮區 (明尼蘇達州契皮瓦縣)
哈夫洛克鎮區（英語：Havelock Township）是位於美國明尼蘇達州契皮瓦縣的一個行政鎮區。

## 地方資料
哈夫洛克鎮區的面積為92.60平方千米，當中陸地面積為92.60平方千米，而水域面積為0.00平方千米。根據2020年美國人口普查的數據，當地共有人口150人，而人口密度為每平方千米1.62人。